# Go-Fukakusa
Go-Fukakusa (japanska 後深草天皇 bokstavligen Gofukakusa-tennou), född 1243, död 1304, var Japans 89:e kejsare. Han tillträdde sitt ämbete 1246, då han efterträdde sin fader Go-Saga. 1246 abdikerade han till förmån för sin yngre bror Kameyama. 28 år och 2 abdikationer senare tillträdde dock Go-Fukakusas son Fushimi tronen och i början av Muromachiperioden utkämpades en maktkamp mellan Fushimi och Kameyamas arvingar, där de förstnämnda formade den norra dynastin och de senare den södra dynastin.